# Raïon de Tchavoussy
Le raïon de Tchavoussy (en biélorusse : Чавускі раён, Tchavouski raïon) ou raïon de Tchaoussy (en russe : Чаусский район, Tchaousski raïon) est une subdivision de la voblast de Moguilev, en Biélorussie. Son centre administratif est la ville de Tchavoussy.

## Géographie
Le raïon couvre une superficie de 1 471,39 km2, dans le centre de la voblast. Le raïon de Tchavoussy est limité au nord par le raïon de Drybine, à l'est par le raïon de Mstsislaw et le raïon de Tcherykaw, au sud par le raïon de Slawharad et à l'ouest par le raïon de Bykhaw et le raïon de Moguilev.

## Histoire
Le raïon de Tchavoussy a été créé le 17 juillet 1924.

## Population

### Démographie
Les résultats des recensements de la population (*) font apparaître une baisse continue de la population depuis 1959. Ce déclin s'accélère dans les premières années du XXIe siècle :
| 1959*  | 1970*  | 1979*  | 1989*  | 1999*  | 2009*  |
| ------ | ------ | ------ | ------ | ------ | ------ |
| 42 998 | 38 679 | 33 299 | 31 043 | 27 070 | 21 242 |

### Nationalités
Selon les résultats du recensement de 2009, la population du raïon se composait de deux nationalités principales :
- 94,3 % de Biélorusses ;
- 4,1 % de Russes.

### Langues
En 2009, la langue maternelle était le biélorusse pour 60,8 % des habitants du raïon de Tchavoussy et le russe pour 38,6 %. Le biélorusse était parlé à la maison par 19,1 % de la population et le russe par 79,5 %.